# Tribu (Antigua Roma)
En la Antigua Roma, una tribu era una circunscripción territorial a la que se adscribía a los ciudadanos romanos, para formar parte de una tribu era necesario ser un hombre libre y mayor de edad.  En un principio las tribus eran reconocidas con base en la gens o clanes, familias que reconocían tener un antepasado en común y que practicaban cultos comunales, pero posteriormente se transformaron en subdivisiones territoriales. La función principal de las tribus era la de organizar el voto.
La pertenencia a una tribu tenía mucha importancia social, porque señalaba el estatus de ciudadano romano y el prestigio se veía incrementado porque algunas tribus tenían más influencia de voto que otras. Esta importancia era tal, que a finales de la era de la República la tribu pasó a ser parte oficial del nombre de un romano. 

## Historia
Según la tradición romana, Rómulo dividió al pueblo, constituido únicamente por los patricios, en tres tribus, que denominó Ramnes o Rhamnenses, Tites o Titienses y Luceres o Lucerenses. Según la tradición de las primeras tres tribus, los Ramnnes eran las familias autóctonas romanas, que fueron guiadas por los latinos y que se establecieron en la zona de las llanuras. Los Titos eran aquellas familias Sabinas que llegaron siguiendo al rey Tito Tacio. Finalmente los Luceres eran de origen incierto, hay versiones que relatan que provenían de la zona boscosa que rodeaba a Roma y otras dicen que eran de origen etrusco y llegaron siguiendo al rey Lucumo. Los nombres de estas tribus son traducciones etruscas de palabras latinas y cada una de ellas se atribuye a un rey primitivo. Según esta interpretación, Roma surgió de la unión de tres pueblos, latinos, sabinos y etruscos. Estas primeras tribus formaban un complejo de centenares de gentes originarias, los clanes familiares romanos que existían en el momento de la fundación de Roma. Frente a cada tribu había un tribuno, y cada una de las tribus se subdividía a su vez en diez curias (curiae), posiblemente del indoeuropeo kowiriya = co-vira= "reunión de varones". Cada curia era dirigida por un curio maximus o curión, quien tenía atribuciones militares y religiosas en Roma. Pero el sexto rey de Roma Servio Tulio modificó la institución tribal para agrupar a los habitantes de la ciudad con arreglo a su domicilio e imponerles un tributum. Formó un cierto número de circunscripciones, cuatro tribus urbanas en Roma, las tribus Suburana, Esquilina, Collina y Palatina, y diez tribus rurales fuera de la ciudad. Las tribus permitían a los ciudadanos expresarse públicamente tras la institución de los Comicios tribunados.
Su institución marcó el debilitamiento del poder político que ostentaban los Comicios Centuriados. Los propietarios de bienes inmuebles eran inscritos en la tribu donde residían o en el lugar en el que tenían una mayor extensión de propiedad, es decir en una tribu rural. Aquellos ciudadanos romanos  que tenían propiedad en otros territorios de Italia o en las colonias eran inscritos en una tribu asignada. Los no propietarios, los negociantes y los artesanos, en una de las tribus de Roma. 
Lo más probable es que el nombre de las tribus rústicas correspondieran a aquellos de los antiguos clanes según se ubicaban las propiedades de los mismos. 
Con la conquista romana de Italia, el número de las tribus rurales aumentó y en el año 395 a. C. existían ya veintiuna tribus, veinticinco en el año 389 a. C., para finalmente consolidarse en treinta y cinco en el año 241 a. C. Por su parte, el número de tribus urbanas se mantuvo estable. Este hecho marcó el aumento de poder de los propietarios rurales en detrimento de los ciudadanos de la capital de república.